# Hannibal Gisco
Pour les articles homonymes, voir Hannibal.
Hannibal Giscon (? / -260) était un amiral carthaginois

## Biographie
Amiral carthaginois lors de la première guerre punique, il tenta en -264 d’imposer une garnison aux Mamertins, mais celle-ci fut chassée devant l’avance des Romains. Il chercha alors à regrouper une armée de mercenaires à Agrigente, mais se retrouva bientôt assiégé par Rome en -262. Il tint six mois en dépit d’une famine qui ravageait les défenseurs. Il profita de la confusion due à un assaut de l’armée de secours pour s’exfiltrer de la ville de nuit et rejoindre Panormos. 
En -260, informé du raid des Romains sur les îles Lipari, il envoya Boôdès et vingt navires pour les secourir. Mais quelques semaines plus tard, il faillit lui-même être capturé par une flotte romaine, alors qu’il croisait au large de la pointe italienne avec 50 vaisseaux, qu’il perdit en majorité dans la rencontre. 
Enfin, apprenant à nouveau qu’une flotte romaine s’avançait sur les côtes siciliennes, il réunit 130 navires et fondit sur ceux de Caius Duilius Nepos lors de la bataille de Mylae. Il y fut lourdement vaincu (45 pertes) par le système des « corbeaux » romains, mais échappa une fois de plus à l’adversaire. De Carthage, il se rendit en Sardaigne, où il fut bientôt bloqué par les Romains. 
Arrêté sur ordre de Carthage, il fut crucifié fin -260.